# Banks (Canberra)
Pour les articles homonymes, voir Banks.

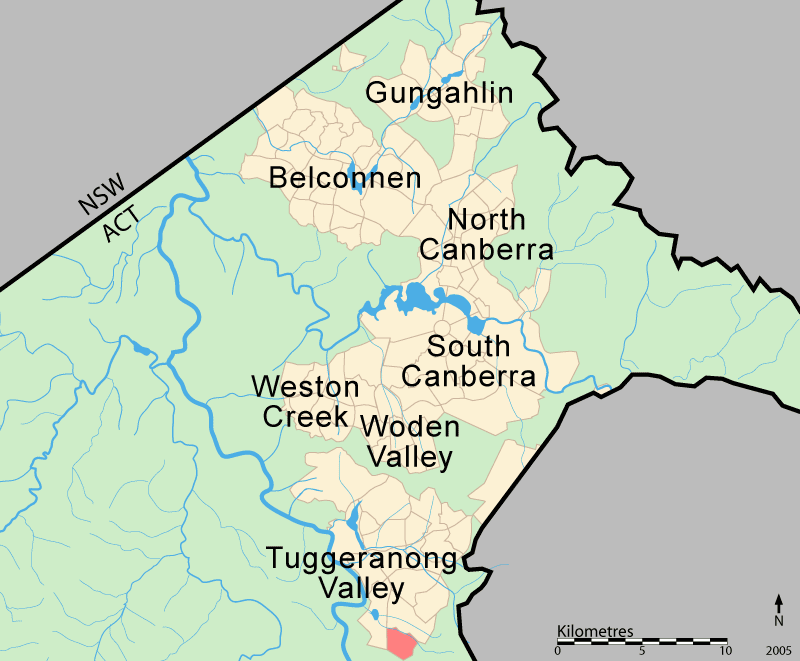
Banks (en rose) un quartier de Canberra.

Banks (code postal : ACT 2906) est un quartier de l'arrondissement de Tuggeranong à Canberra, la capitale fédérale de l'Australie. C'est le quartier le plus au sud de Canberra. Il porte le nom du botaniste Sir Joseph Banks qui accompagnait le capitaine Cook lorsqu'il entra dans Botany Bay et les rues du quartier portent des noms de botanique ou d'histoire naturelle. Il comptait 4 907 habitants en 2006.

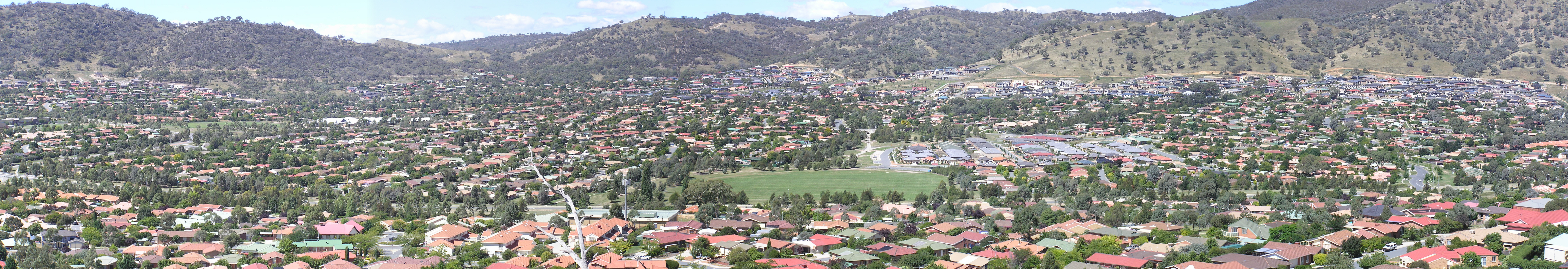
Le quartier de Banks.

## Référence
- Statistique sur Banks